# Haddowia
Haddowia là một chi nấm thuộc họ Ganodermataceae.